# یوکی نو کاتا
یوکی نو کاتا ((به ژاپنی: ゆきの方 Yuki no Kata)؛ یک جنگجوی زن ژاپنی (اونا بوگیشا) در دوره سنگوکو بود. او دختر اوکیتا هیده‌ایه و گوهیمه (دختر مائدا توشی‌ایه) بود. او همچنین با تومیتا نوبوتاکا، افسر تویوتومی هیده‌یوشی ازدواج کرد. تولد و مرگ او ثبت نشده‌است. او که در سوابق فعلی به عنوان یک جنگجوی زیبا و بسیار ماهر به تصویر کشیده شده‌است، از قلعه تسو در نبرد سکیگاهارا دفاع کرد.

## نبرد قلعه آنوتسو

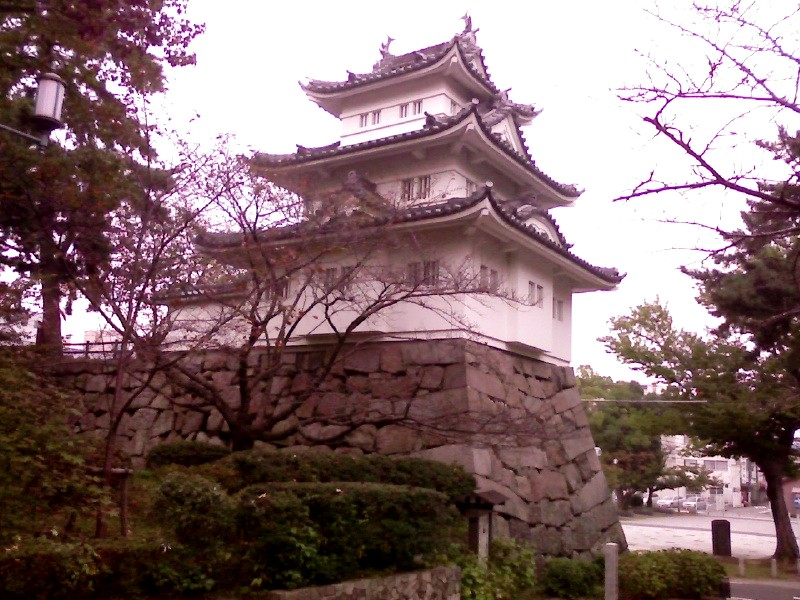
برج قلعه تسو یا قلعه آنوتسو (Anotsu castle)

یوکی نو کاتا و نوبوتاکا در کنار توکوگاوا ایه‌یاسو از ارتش شرقی زمانی که ژاپن برای لشکرکشی سکیگاهارا آماده شد، قرار گرفتند. نوبوتاکا و نیروهایش برای کمک به ای‌یاسو در مجازات اوئه‌سوگی کاگه‌کاتسو فراخوانده شدند، زیرا ایشیدا میتسوناری برای حمله به جاده‌های غربی به سمت ادو، پایگاه ایه‌یاسو آماده می‌شد. قلعه تسو (قلعه آنوتسو) درست در امتداد مسیر ارتش غربی به سمت ایه‌یاسو قرار داشت، بنابراین یوکی نو کاتا رهبری دفاع از قلعه را بر عهده گرفت. از آنجایی که قرار بود قلعه او یکی از اولین کسانی باشد که در طول مبارزات اردوکشی مورد حمله قرار می‌گیرد، یوکی نو کاتا خود را مسلح کرد، به دیوارهای قلعه رفت و مردم را احضار کرد. سربازان باقی مانده در جنگ
با اطلاع از حرکات میتسوناری، نوبوتاکا برای محافظت از قلعه آنوتسو به سرعت بازگشت اما کوکی یوشیتاکا به تأخیر افتاد. او قبل از اینکه نیروهای غربی به رهبری موری تروموتو، چوسوکابه موریچیکا و نابه‌شیما کاتسوشیگه به آنوتسو برسند، به موقع رسید. یوکی نو کاتا و متحدانش که تنها با ۱۷۰۰ سرباز مسلح بودند از خود در برابر ۳۰۰۰۰ نیروی اتحاد غربی دفاع کردند. نبرد رسماً در ۱ اکتبر ۱۶۰۰ آغاز شد.
اگرچه ۱۳۰۰ مدافع دفاع سختی انجام دادند، ۳۰۰۰۰ مهاجم عمدتاً قلعه اطراف خود را به آتش کشیدند. در گرماگرم نبرد، نوبوتاکا در تعقیب افسر مجروح دشمن با متحدانش زخمی شد. برای نجات شوهرش، یوکی نو کاتا تعدادی از سربازان مخالف را با استفاده از اسلحه ای به نام ناگیناتا راند. حمله او به قدری شدید بود که دشمن او را با یک جنگجوی رسمی سامورایی اشتباه گرفت. نیروهای آنها پس از نجات نوبوتاکا، شبی که مذاکرات آغاز شد، به داخل قلعه عقب‌نشینی کردند. تروموتو به مدافعان اجازه داد تا شبانه به دلیل احترام به شجاعت آنها در برابر چنین حمله‌های طاقت‌فرسایی فرار کنند.
خاندان تومیتا برای وفاداری خود توسط شوگون‌سالاری توکوگاوا پاداش دریافت کردند و تا زمانی که به قلمرو اواجیما در ولایت ایو انتقال یافتند، درآمدشان افزایش یافت و بخش‌هایی از قلعه در سال ۱۶۰۸ بازسازی شد. پس از اینکه توکوگاوا ایه‌یاسو میتسوناری را در سکیگاهارا شکست داد، دیگر در سوابق تاریخی از یوکی نو کاتا نام برده نمی‌شود.